# Радвань-над-Лабірцем
Радвань-над-Лабірцем (Радвань над Лабірцем) (словац. Radvaň nad Laborcom) — село в Словаччині, Меджилабірському окрузі Пряшівського краю. 

## Географія
Розташоване в північно-східній частині Словаччини, в долині р. Лаборець, на автошляху Меджилабірці — Гуменне. Протікають річки Єдловець і Стредня.

## Історія
Давнє лемківське село офіційно виникло аж у 1964 році об'єднанням сіл Нижня Радвань (Радваньський Горбок) та Вишня Радвань (Збудська Радвань). Уперше згадується у 1440 році.

## Пам'ятки
У частині села Вишня Радвань є греко-католицька парафіяльна церква Успіння Пресвятої Богородиці з 1791 року в стилі бароко, перебудована в 1901 році в стилі класицизму, з 1963 року національна культурна пам'ятка.

## Населення
| Рік:            | 1994. | 2004.   | 2014.   | 2024.    |
| --------------- | ----- | ------- | ------- | -------- |
| Кількість осіб: | 571   | 591     | 575     | 517      |
| Різниця:        |       | +3,50 % | -2,70 % | -10,08 % |

| Рік:            | 2023. | 2024. |
| --------------- | ----- | ----- |
| Кількість осіб: | 517   | 517   |
| Різниця:        |       | +0 %  |

В селі проживає 321 особа.
Національний склад населення (за даними останнього перепису населення — 2001 року):
- словаки — 71,26 %
- русини — 23,09 %
- цигани (роми) — 4,15 %
- українці — 1,00 %
- чехи — 0,50 %

Склад населення за приналежністю до релігії станом на 2001 рік:
- греко-католики — 80,07 %,
- римо-католики — 11,79 %,
- православні — 4,49 %,
- не вважають себе віруючими або не належать до жодної церкви — 2,83 %.